# Ten Years After
Ten Years After är en brittisk musikgrupp som bildades i Nottingham, England 1966. De är mest kända för att spela bluesrock. De var som mest populära under 1960-talet och under tidigt 1970-tal.

## Historik

### Bildande: 1962–1966
Efter flera år av lokal succé i Nottingham/Mansfield-området var bandet känt sedan 1962 som The Jaybirds vilka senare blev Ivan Jay and the Jaymen. Ivan Jay sjöng från 1960 till 1962. I augusti 1965 kom Ric Lee med i bandet och ersatte bandets trummis Dave Quickmire, som hade börjat i bandet 1962. År 1966 flyttade The Jaybirds till London där pianisten Chick Churchill hoppade in i bandet. I november fixade gruppen en manager, Chris Wright, och bestämde sig för att byta namn till Blues Trip, Blues Yard (under det namnet spelade de på den legendariska klubben Marquee Club) och blev sedermera Ten Years After i november 1966. De var det första bandet av (det nyligen startade) Chrysalis Agency. 

### Ten Years After: 1967–1974
De lyckades få en spelning på Marquee och senare fick bandet en inbjudan att på spela på den berömda Windsor Jazz-festivalen, 1967. Det framförandet ledde till ett kontrakt med skivbolaget Deram, ett underbolag till Decca. Bandet blev den första grupp som fick ett skivkontrakt utan att ha haft en hitsingel. I oktober släpptes deras självbetitlade album Ten Years After.
1968, efter turnerande i Skandinavien och USA, släpptes deras andra album; liveskivan Undead, där deras första klassiker, "I'm Going Home", ingick. I februari 1969 kom albumets uppföljare, Stonedhenge som innehöll en annan klassiker, "Hear Me Calling" (den blev släppt som singel och 1972 gjorde det brittiska glamrockbandet Slade en cover på låten). I juli 1969 gjorde de ett framförande på Newport Jazz Festival där för första gången ett rockband var inbjudet. I augusti gjorde bandet sitt amerikanska genombrott vid deras framförande på Woodstockfestivalen, vilket gav dem stjärnstatus.
Under 1970, släppte bandet singeln "Love Like A Man", deras enda singelhit i Storbritannien med en tiondeplats på UK Singles Chart. Låten fanns med på deras femte album, Cricklewood Green. Skivans namn kommer från en vän som bodde i Cricklewood, London. Han odlade en sorts växt som han sa hade "hallucinerade effekter". Bandet visste inte namnet på växten så de kallade skivan för Cricklewood Green. Ten Years After spelade på Isle of Wight Festival 1970 inför en publik på 600 000 åskådare.
1971 bytte gruppen skivbolag till Chrysalis Records. Det första albumet på deras nya bolag, A Space in Time, innehöll mycket mer akustiskt gitarrspel än deras tidigare skivor. Det innehöll också deras största USA-hit, "I'd Love to Change the World" som nådde plats 40 på Billboard Hot 100. Gruppen tappade i popularitet i hemlandet vid samma tidpunkt, men deras skivor sålde fortfarande bra i USA och Skandinavien.
Bandet splittrades 1974 kort efter att ha släppt albumet Positive Vibrations.

### Uppbrott och reformation
Under andra hälften av 1970-talet och början av 1980-talet turnerade Alvin aktivt med ett nytt band han kallade Ten Years Later. Originalet Ten Years After återförenades 1983 för att spela på Reading Festival.

## Bandmedlemmar
| Nuvarande medlemmar - Chick Churchill – tangentbord (1966–1974, 1983, 1988–nutid) - Ric Lee – trummor (1966–1974, 1983, 1988–nutid) - Marcus Bonfanti – gitarr, sång (2014–nutid) - Colin Hodgkinson – bas (2014–nutid) | Tidigare medlemmar - Alvin Lee – gitarr, sång, munspel (1966–1974, 1983, 1988–2003; död 2013) - Leo Lyons – bas (1966–1974, 1983, 1988–2014) - Joe Gooch – gitarr, sång (2003–2014) |

## Diskografi

### Studioalbum
- 1967 – Ten Years After
- 1969 – Stonedhenge
- 1969 – Ssssh
- 1970 – Cricklewood Green
- 1970 – Watt
- 1971 – A Space in Time

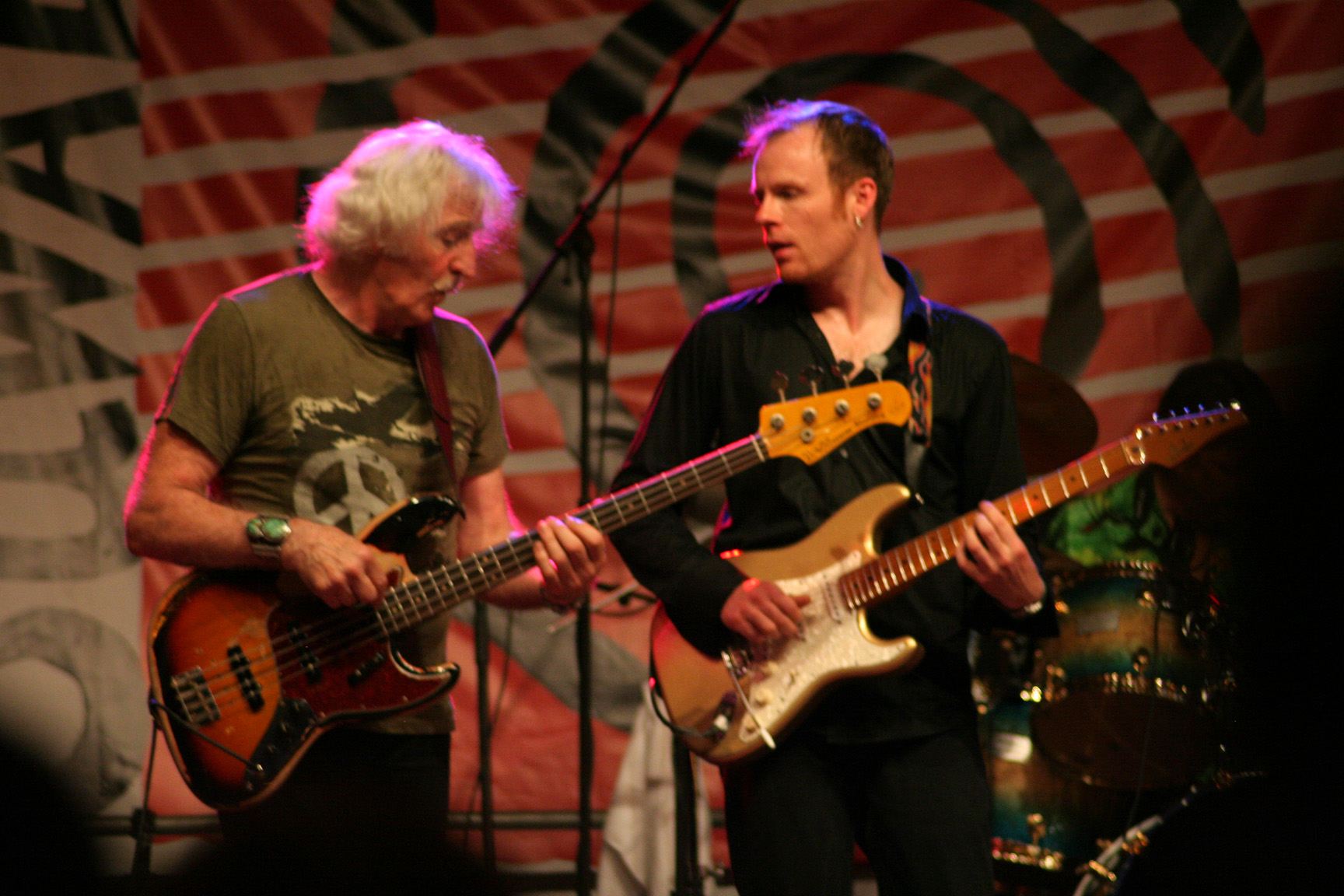
Leo Lyons och Joe Gooch från Ten Years After på Suwałki Blues Festival, 2009

- 1972 – Rock & Roll Music to the World
- 1974 – Positive Vibrations
- 1989 – About Time
- 2004 – Now
- 2008 – Evolution
- 2017 –  A Sting in the Tale

### Livealbum
- 1968 – Undead
- 1973 – Recorded Live
- 1990 – The Friday Rock Show Sessions - Live At Reading 1983
- 1993 – Live 1990
- 2001 – Live at the Fillmore East 1970
- 2003 – One Night Jammed
- 2005 – Roadworks
- 2014 – The Name Remains the Same
- 2019 – Naturally Live
- 2021 – Live at Anti WAA Festival 1989

### Samlingsalbum
- 1970 – Double Deluxe
- 1972 – Alvin Lee and Company
- 1975 – Goin' Home!
- 1976 – The Classic Performances of Ten Years After
- 1977 – Greatest Hits
- 1980 – Ten Years After
- 1981 – Hear Me Calling
- 1985 – The Collection
- 1988 – Portfolio
- 1991 — The Essential Ten Years After Collection
- 1995 – Pure Blues
- 1997 – Solid Rock
- 2002 – Anthology (1967–1971)

## Fotnoter
1. ↑  Official Charts Company: Ten Years After